# Лето у шкољци 2
„Лето у шкољци 2” је југословенски и словеначки филм први пут приказан 7. априла 1988. године. Режирао га је Туго Штиглиц који је написао и сценарио.

## Улоге
| Глумац         | Улога |
| -------------- | ----- |
| Каја Штиглиц   |       |
| Давид Слуга    |       |
| Примож Лонгика |       |
| Вера Пер       |       |
| Маја Бох       |       |
| Јерца Мрзел    |       |
| Марјана Карнер |       |
| Даре Валич     |       |
| Борис Краљ     |       |
| Јанез Хочевар  |       |
| Златко Шугман  |       |
| Мила Качић     |       |
| Давор Божић    | Лично |
| Весна Јевникар |       |
| Мајда Потокар  |       |
| Мики Сарач     | Лично |